# Hylaeus geminus
Hylaeus geminus är en biart som först beskrevs av Joseph Vachal 1910.  Hylaeus geminus ingår i släktet citronbin, och familjen korttungebin. Inga underarter finns listade i Catalogue of Life.